# Lucile Carter
Lucile Stewart Carter Brooke (nascida Polk; 8 de outubro de 1875 – 26 de outubro de 1934) foi uma socialite americana, esposa de  William Ernest Carter, um americano extremamente rico que herdou uma fortuna de seu pai. O casal e seus dois filhos sobreviveram ao naufrágio do RMS Titanic depois que o navio colidiu com um iceberg e afundou em 15 de abril de 1912. Ela é tida como uma das heroínas da tragédia, pois com outras mulheres da elite a bordo, ajudou nos remos em um dos botes salva-vidas do Titanic's.

## A bordo doTitanic

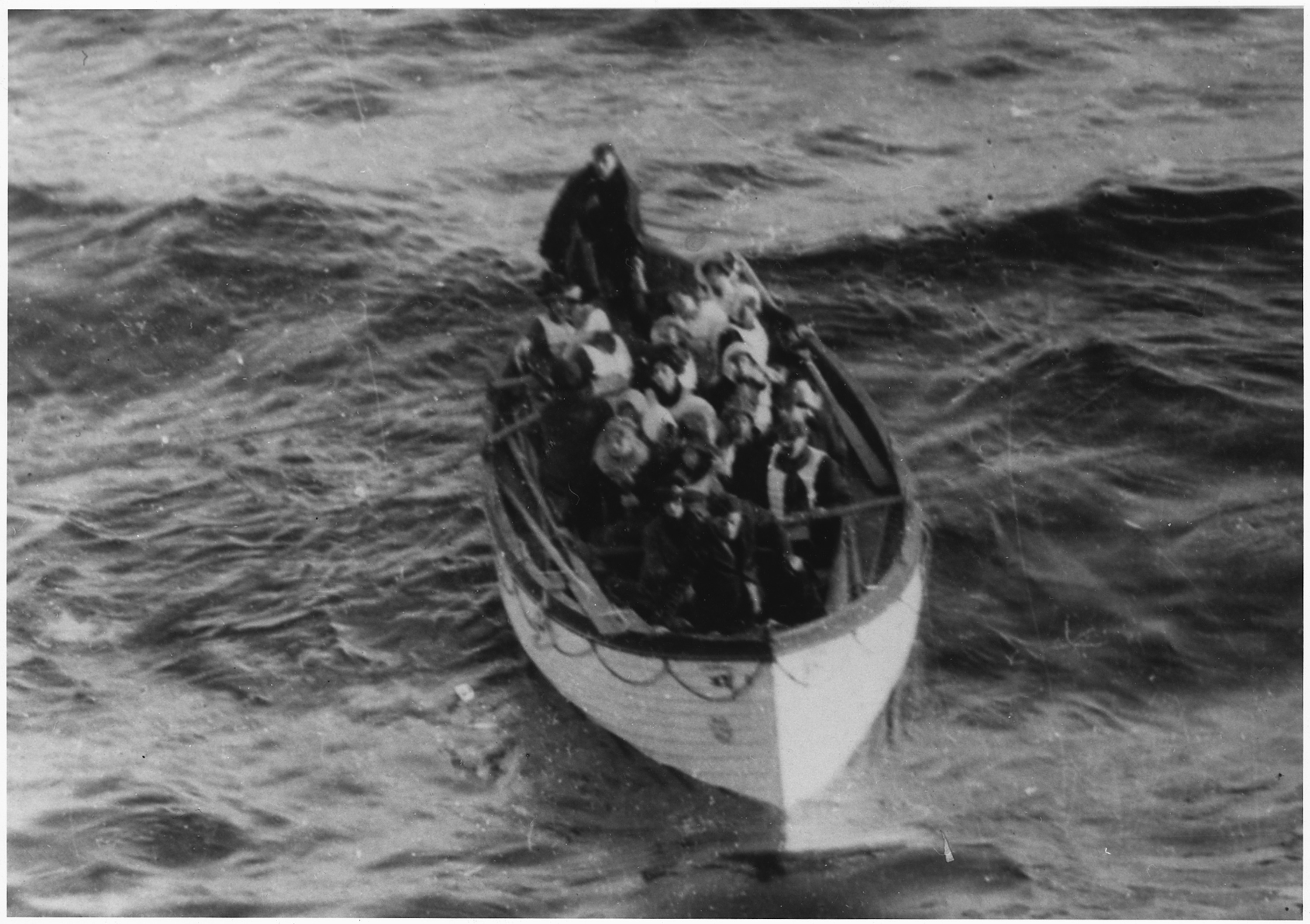
O bote salva-vidas número 6 do RMS Titanic sendo conduzido até o RMS Carpathia similar ao bote número 4, aquele onde estava Lucile Carter.

A família Carter embarcou no Titanic em Southampton. Acompanhando o casal estavam seus dois filhos, a criada de Lucile Carter, Auguste Serepeca, o criado de William Carter, Alexander Cairns e o motorista Charles Aldworth. Na viagem, William Carter trouxe a bordo seu, agora famoso, automóvel Renault com 25 cavalos e dois cães. Eles ocuparam as cabines da Primeira Classe B96/98.
A estória original contada na imprensa à respeito da experiência da família Carter em sua provação foi que William Carter foi para a cabine e conduziu sua família para o bote salva-vidas 4. Ele então deixou a área com outros homens que tinham deixado suas esposas neste bote. Estes homens eram John Astor, George Widener e John B. Thayer. William Carter escapou do Titanic no bote desmontável C (juntamente com Bruce Ismay) mas os outros três homens perderam suas vidas.
Carter deu detalhes do que aconteceu quando ela e seus dois filhos embarcaram no bote salva-vidas 4. Sua declaração foi a seguinte:
"Quando fui pela lateral com meus filhos e entremos no bote não havia marinheiros dentro dele. Então vieram alguns homens, mas havia remos com ninguém para os usar. O bote foi carregado com passageiros e não havia nada mais para eu fazer a não ser pegar um remo. Conseguíamos ver agora que a hora do navio tinha chegado. Ele estava afundando e fomos avisados pelos gritos dos homens acima para fugir rapidamente do navio. A Sra. Thayer, esposa do vice-presidente da Rodovia da Pensilvânia, estava no meu bote e ela também pegou um remo. Estava frio e não tivemos tempo de nos vestir com casacos quentes. A remada me aqueceu. Começamos a nos afastar do navio. Podíamos ver os contornos escuros das plataformas acima, mas não conseguimos reconhecer ninguém."
Ela foi aclamada pela imprensa mais tarde para ter sido uma das mulheres heroicas que remaram os pesados botes.

## Morte
Carter morreu de ataque cardíaco em 26 de outubro de 1934 na Almondbury House. George Brooke vendeu a mansão e se mudou para um apartamento em   Haverford, Pensilvânia. Ele ainda viveu dezenove anos. Foram enterrados juntos no St. Michael's Cemetery em Birdsboro.

## Galeria

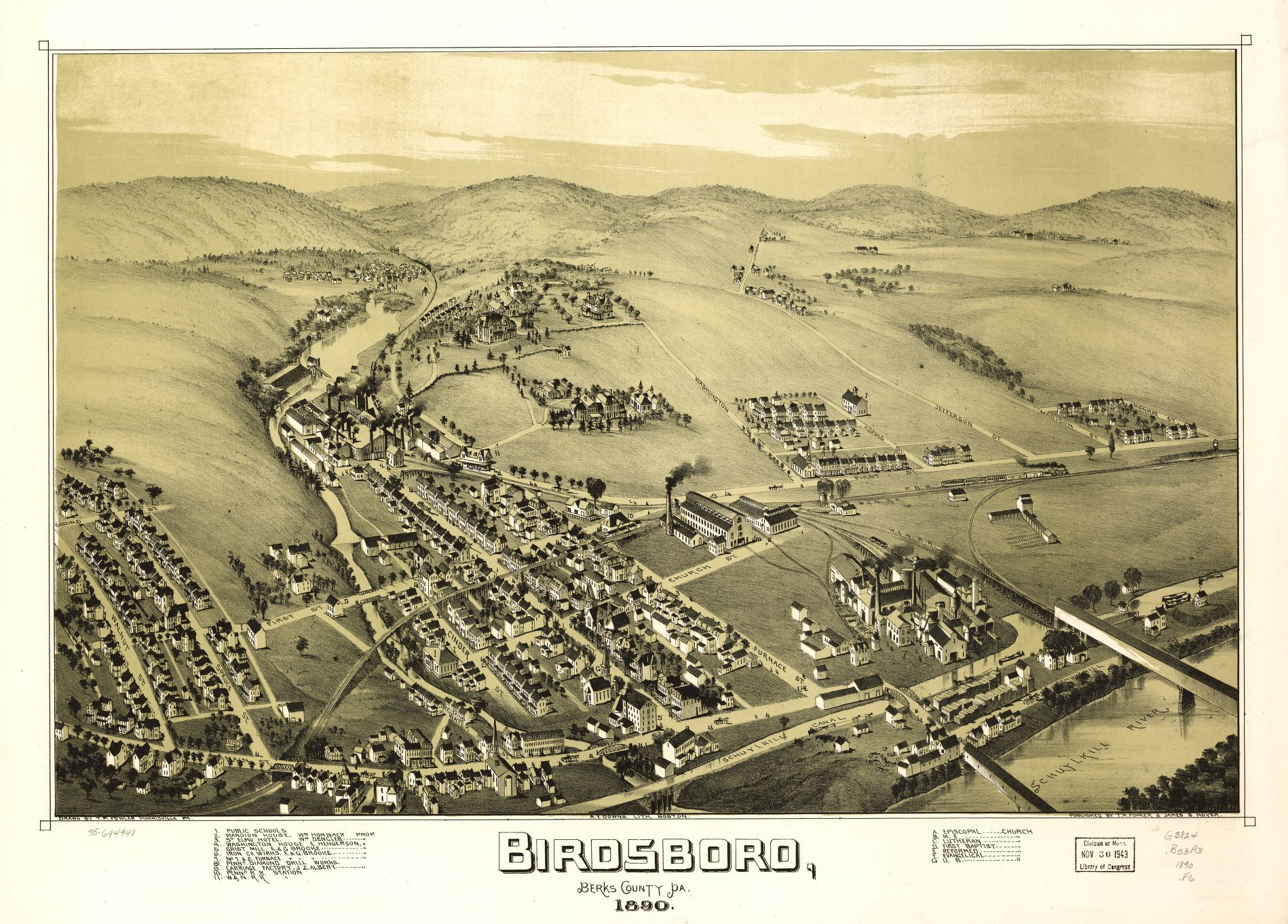
Birdsboro, em 1890.
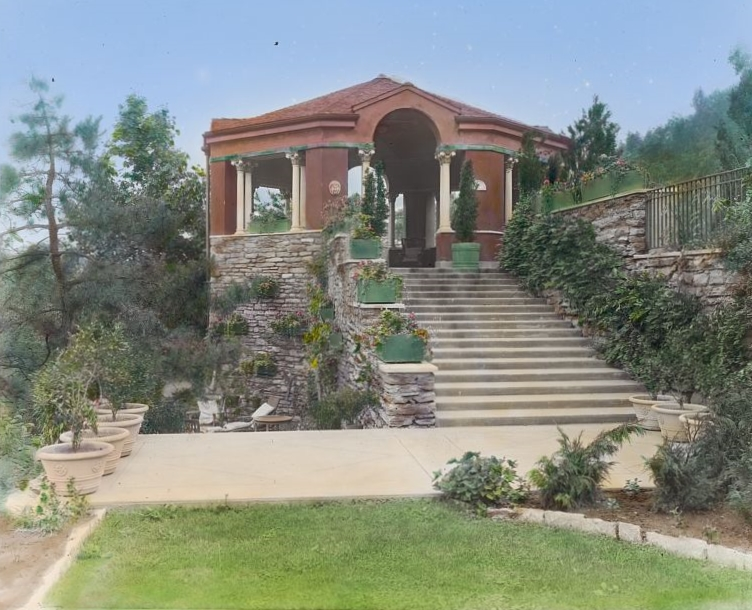
Pavilhão do jardim em "Rock Rose," Radnor, Pensilvânia, Zantzinger, Borie and Medary, arquitetos.
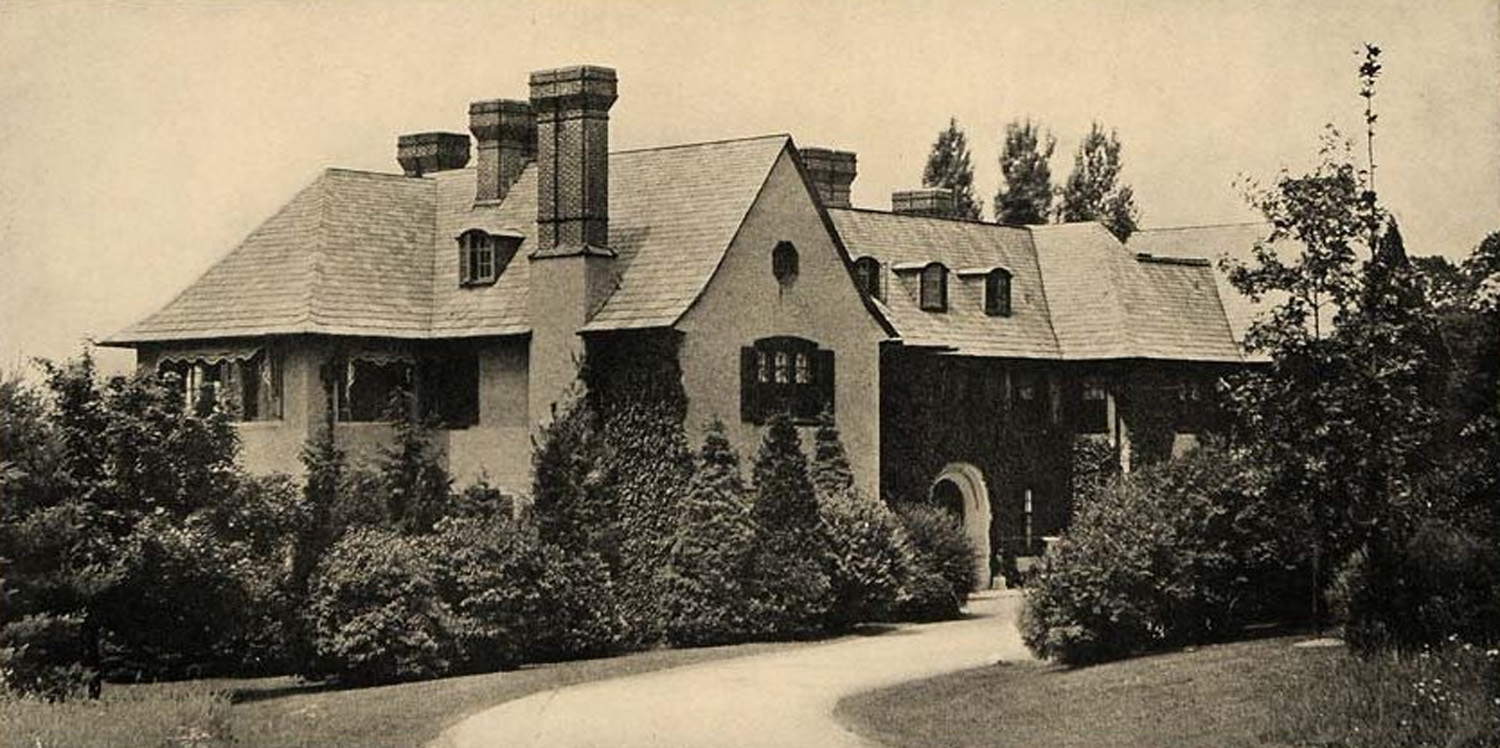
"Almonbury House" (originalmente "Isle Field"), Ithan, Pensilvânia, Horace Trumbauer, arquiteto.